# Santiago (Seia)
Santiago ist eine Ortschaft und Gemeinde in Portugal.

## Geschichte
Die Römerstraße von Viseu nach Civitas Sena (heute Nogueira, eine Ortschaft in der Stadtgemeinde von Seia) passierte die heutige Gemeinde. In der Ortschaft Folgosa do Salvador ist eine Brücke erhalten geblieben.
Erstmals offiziell dokumentiert wurden die Orte der heutigen Gemeinde im 12. Jahrhundert, in der Beschreibung des Kreises Vila de São Romão, in den königlichen Erhebungen unter Portugals erstem König, D. Afonso Henriques. Der größte Ort war mit 29 Heimen Folgosa do Salvador, gefolgt von Santiago mit 27. Maceira war der kleinste Ort mit nur 7 Heimen, und stellte die Grenze zum Kreis Seia dar. Eine eigenständige Gemeinde wurde Santiago nach 1755.

## Sehenswürdigkeiten
Unter den zahlreichen historischen Bauwerken der Gemeinde sind zehn eingetragene Baudenkmäler. Neben sechs Kirchen und Kapellen und drei Herrenhäusern ist die Römerbrücke in Folgosa do Salvador zu nennen.
Der Aussichtspunkt Miradouro Santo Amaro bietet einen weiten Ausblick über die Gemeinde und den gesamten Landkreis.

## Verwaltung
Santiago ist eine Gemeinde (Freguesia) im Kreis (Concelho) von Seia, im Distrikt Guarda. Am 19. April 2021 hatte die Gemeinde 1163 Einwohner auf einem Gebiet von 7,4 km².

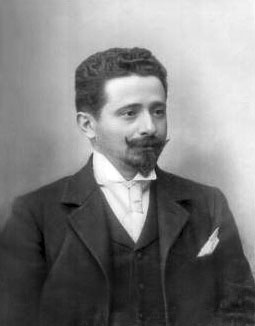
Afonso Costa (1904)

Folgende Ortschaften liegen in der Gemeinde Santiago:
- Folgosa da Madalena
- Folgosa de Salvador
- Maceira (mit Ortsteil Vila Branca)
- Santiago

## Söhne und Töchter der Gemeinde
- Afonso Costa (1871–1937), Rechtsanwalt, Hochschullehrer und Politiker, dreimaliger Premierminister
- Miguel Dias Leitão (1886–1980), Lyriker und Journalist